# Луиза Саксен-Готская
Луиза Саксен-Гота-Альтенбургская (нем. Luise von Sachsen-Gotha-Altenburg; 9 марта 1756, Рода — 1 января 1808, Людвигслюст) — принцесса Саксен-Гота-Альтенбургская, в замужестве герцогиня Мекленбург-Шверинская.

## Биография
Луиза — дочь принца Иоганна Августа Саксен-Гота-Альтенбургского и его супруги Луизы Рейсс-Шлейцской, дочери графа Генриха I Рейсс-Шлейцского.
Принцесса Луиза рассматривалась императрицей Екатериной в качестве возможной невесты великого князя Павла Петровича. Причём из трёх принцесс — Луиза, Вильгельмина Гессен-Дармштадтская и София Доротея Вюртембергская, — обративших на себя внимание дипломата Ассебурга, наибольшие шансы были у саксен-готской принцессы. В её пользу говорило и двойное родство с русской императрицей: бабка принцессы, Магдалена Августа, приходилась кузиной Христиану Августу Ангальт-Цербстскому, а её дядя, Вильгельм, был женат на Анне, младшей сестре матери императрицы. Екатерина  писала 30 января 1771 года:
Так как приближается время серьёзно подумать о предстоящем выборе и так как из всех принцесс, о которых вы нам говорили, самая для меня подходящая в эту минуту могла бы быть Луиза Саксен-Готская, то мне пришло на мысль, что лучшим для нас средством убедиться, насколько этот выбор может прийтись по нашему вкусу, было бы ваше старание, если то возможно, убедить принцессу, вдову принца Иоанна Августа Саксен-Готского, предпринять — под предлогом, какой вам будет угодно измыслить (кроме настоящего, потому что я не хочу связывать себя никаким обязательством не видавши) — путешествие в Россию; обе дочери-принцессы могли бы ей сопутствовать…
Однако поездка не состоялась. Принцессы, будучи ревностными протестантками, отказались менять веру. Луиза решительно заявила, что вынуждена будет «скорее умереть, нежели решиться только подумать о возможности перемены религии». Кроме того, увидев Луизу через два года после первой встречи, Ассебург нашёл её очень подурневшей: «… на вид ей можно дать скорее тридцать нежели пятнадцать лет». Императрица писала в мае 1771 года:
Так как принцесса Луиза Саксен-Готская сильно изменилась к худшему в чертах лица и в фигуре; так как принцесса, её родительница, выражает нерасположение к проекту её возвышения, смотря на перемену вероисповедания принцессы, её дочери, как неизгладимый упрёк на её совести; так как провинциальное воспитание последней не возвысило тех достоинств, которые могли внушить ей окружающие её приличие и скромность, вместе с непомерной её полнотой, очень мало соответствуют тем условиям, при которых принцесса, по своим годам, при отсутствии соперниц могла бы на время занять место, предназначенное ей по предложениям вашим два года тому назад…
Вердикт императрицы был однозначен: «… не думайте больше о принцессе Луизе Саксен-Готской. Она именно такова, какой следует быть, чтобы нам не понравиться…»
31 мая 1775 года во дворце Фриденштайн в Готе Луиза вышла замуж за наследного принца Мекленбург-Шверинского, правившего впоследствии с 1785 года Мекленбург-Шверином под именем Фридрих Франц I и возведённого в 1815 году в титул великого герцога. Брак описывался счастливым. После смерти Луизы её похоронили в специально построенном для неё склепе за дворцом Людвигслюст.

## Потомки
- Фридрих Людвиг (1778—1819), наследный принц, женат на Елене Павловне
- Луиза Шарлотта (1779—1801), замужем за Августом Саксен-Гота-Альтенбургским
- Шарлотта Фридерика (1784—1840), кронпринцесса Дании как супруга Кристиана VIII до их развода 31 марта 1810 года
- Густав Вильгельм, (1781—1851)
- Карл Август Кристиан, (1782—1833)
- Адольф Фридрих, (1785—1821)